# Contract van bevrachting
Een contract van bevrachting, in het Engels contract of affreightment, is een overeenkomst afgesloten tussen een reder of vervrachter en een bevrachter, waarbij er een vaste prijs per hoeveelheid lading die er getransporteerd moet worden is afgesproken zonder dat de reder contractueel vast hangt aan een op voorhand bepaald schip. Deze kan de lading dus zo voordelig mogelijk over zijn vloot verdelen.

## Duur van het contract
De duur van het contract verschilt van overeenkomst tot overeenkomst, meestal wordt er gewoon een periode afgesproken waarbinnen de lading vervoerd moet worden. Bij dit soort overeenkomsten kan ook een contract afgesloten worden voor meerdere verschepingen in plaats van een.

## Verdeling verantwoordelijkheden
De bevrachter betaalt een vaste prijs per hoeveelheid lading die wordt vervoerd. De reder verdeelt de lading over zijn schepen en vervoert deze zoals hij dat wil.

## Voordelen
Een scheepseigenaar die een vloot van schepen heeft, verkiest meestal om de te vervoeren lading zelf te verdelen onder zijn verschillende schepen om zo de meest winstgevende situatie te verkrijgen. Een andere reden is dat een bevrachter die regelmatige verschepingen moet doen de voorkeur geeft aan een enkel contract. De bevrachter heeft daarbij minder administratie, terwijl de scheepseigenaar zich nu in de meest flexibele positie bevindt om de lading te verschepen op een manier die zo winstgevend mogelijk is.